# Коротков Андрій Васильович
Андрій Васильович Коротко́в (23 жовтня 1902, Олексіївка — 1 грудня 1993, Київ) — український художник і педагог; член Спілки радянських художників України з 1944 року. Батько фізика Павла Короткова.

## Біографія
Народився 10 [23] жовтня 1902 року в селі Олексіївці (нині Первомайський район Харківської області, Україна). 1929 року закінчив Харківський художній інститут, де навчався у Олексія Кокеля, Семена Прохорова, Михайла Шаронова.
З 1931 року працював у харківській плакатній майстерні видавництва «Мистецтво»; у 1933—1935 роках завідував художнім відділом Харківського відділення Інституту образотворчої статистики. Протягом 1937—1941 років викладав у Київській художній середній школі імені Тараса Шевченка; у 1944—1946 роках завідував відділом живопису, графіки й скульптури Державного музею українського образотворчого мистецтва. У 1946—1963 роках співпрацював із видавництвами «Мистецтво», «Радянська школа», Медвидав.
Мешкав у Києві в будинку на вулиці Великій Житомирській, № 13, квартира № 4. Помер у Києві 1 грудня 1993 року.

## Творчість
Працював у галузях станкового живопису (у реалістичному стилі створював пейзажі, портрети, натюрморти), книжкової і промислової графіки (створював плакати, етикетки, кондитерські упаковки). Серед робіт:
плакати
- «Ручний м'яч» (1932);
- «Футбол» (1932);
- «Мотоциклетний спорт» (1932);
- «Жовтневий» (1932);
- «Залізничники» (1932);

серії
- «Фізика» (1953—1957);
- «Астрономія» (1961—1963);

панно
- «Всеобуч» (1941);
- «Фронт» (1941);
- «Тил» (1941);

живопис
- «Після бою» (1941);
- «Микола Щорс створює загони» (1941, не збережено);
- «Народні месники» (1946);
- «У негоду» (1947);
- «Десант» (1948);
- «Гурзуфський пейзаж» (1948);
- «Листопадовий полудень у Гурзуфі» (1948);
- «Атакують (Футбол)» (1950);
- «Натюрморт» (1953);
- «Півонії» (1960-ті);
- «Київський пейзаж» (1960);
- «Майстер художнього слова Дмитро Журавльов» (1960);
- «Заочник» (1961);
- «Крізь шторм» (1961);

оформлення книг
- «Від багаття до електрики» (1930);
- «Народні месники» (1945);
- «Атакують» (1949);

ілюстрації та оформлення до книг
- «Мій син» Володимира Сосюри (1944);
- «Дорога на Дніпро» Андрія Трипільського (1944);
- «Переяславська ніч» Миколи Костомарова (1944);
- «Як гартувалася сталь» Миколи Островського (1946);
- «Вони воювали за Батьківщину» Михайла Шолохова (1946);
- «Гарячі почуття» Якова Баша (1947);
- «Супутники» Віри Панової (1948);
- «Селяни» Петра Рєзнікова (1950);
- збірка «У боротьбі за Жовтень» (1957).

Брав участь у республіканських виставках з 1927 року.
Окремі роботи зберігаються у Національному художньому музеї України.